# (7150) McKellar
(7150) McKellar – planetoida z pasa głównego asteroid okrążająca Słońce w ciągu 3 lat i 281 dni w średniej odległości 2,42 j.a. Została odkryta 11 października 1929 roku w Lowell Observatory przez Clyde'a Tombaugha. Nazwa planetoidy pochodzi od Andrew McKellara (1910-1960), który w 1941 roku zmierzył temperaturę przestrzeni kosmicznej. Przed jej nadaniem planetoida nosiła oznaczenie tymczasowe (7150) 1929 TD1.